# Antoine-Marie Gianelli
Pour les articles homonymes, voir Saint Antoine.
Ne doit pas être confondu avec Antoine Marius Gianelli.
 Antoine-Marie Gianelli, né le 12 avril 1789 à Carro (Italie) et mort le 7 juin 1846 à Plaisance (Italie), est un évêque de Bobbio, fondateur de la congrégation religieuse des Filles de Notre-Dame du Jardin.

## Biographie
À l'âge de 19 ans, il entre au séminaire, et ordonné prêtre quatre années après. Il enseigne alors les lettres et la rhétorique. De 1826 à 1838, il est nommé archiprêtre à Chiavari où il met en place de nombreuses innovations pastorales fort appréciées.
C'est en 1829 qu'il fonde la congrégation des Filles de Marie du Jardin pour l'éducation de la jeunesse, le soin des malades et des vieillards. Cette congrégation connaît une importante expansion jusqu'en Amérique latine. Il fonde en 1838 l'institut des Oblats de Saint Alphonse pour la prédication missionnaire, et la formation du clergé.
Nommé évêque du diocèse de Bobbio, il vit dans l'austérité et la pauvreté, effectuant sa mission pastorale avec force et douceur ; il est si infatigable dans son apostolat qu'il est surnommé "l'homme de fer".

## Culte

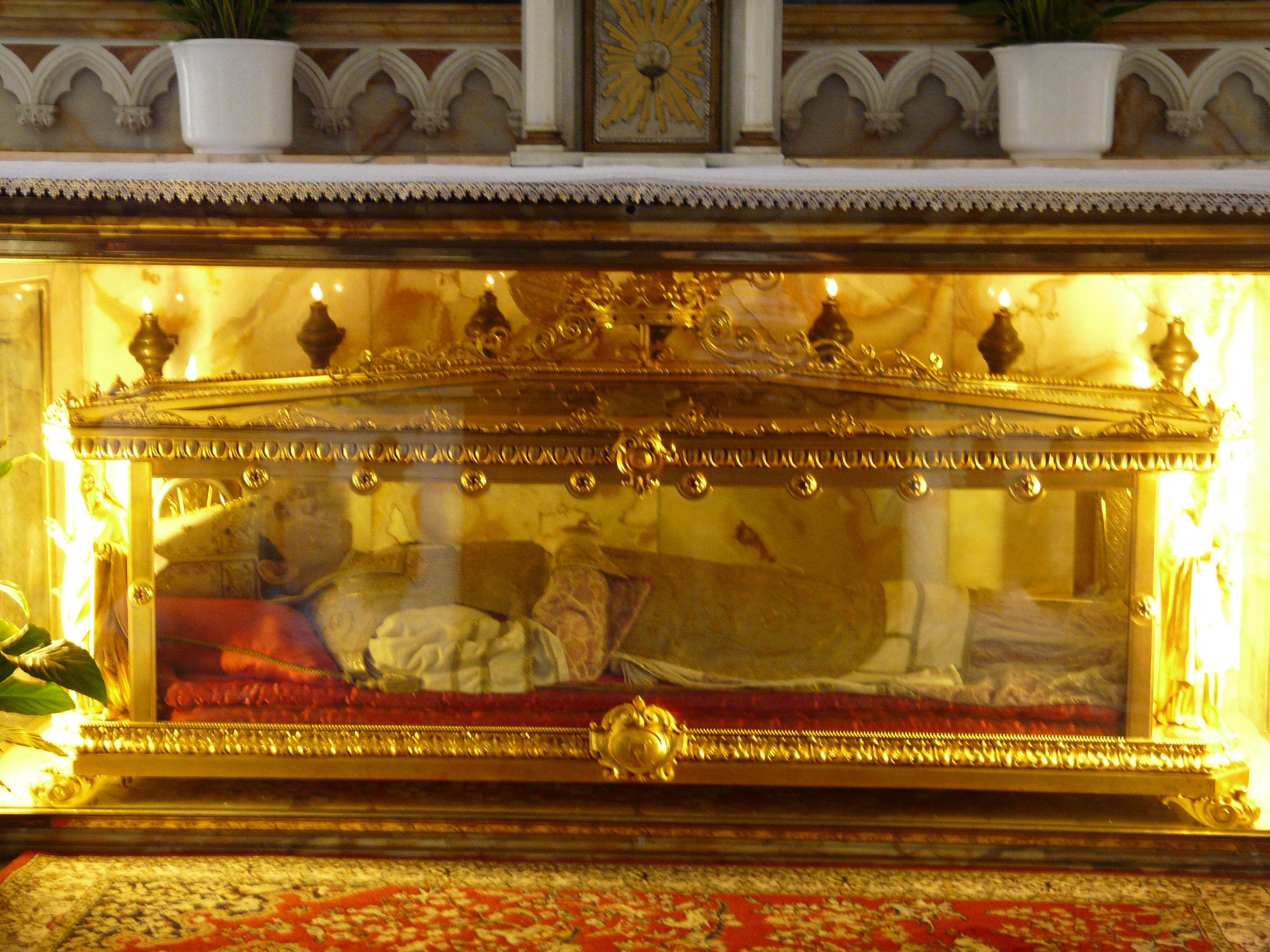
Châsse de saint Antoine-Marie Gianelli en la cathédrale de Bobbio.

- Antoine-Marie Gianelli est béatifié le 19 avril 1925 à Rome par le Pape Pie XI et canonisé le 21 octobre 1951 par le Pape Pie XII et sa fête fixée au 7 juin.

## Sources
- Prions en Église - Éditions Bayard - N° 258 - Page 16
- Osservatore Romano : 2003 n.9 p. 5
- Documentation catholique : 1951 col.1555-1562
- Article de Piero Bargellini dans SantiBeati.